# La Elipa
La Elipa – stacja końcowa metra w Madrycie, na linii 2. Znajduje się w dzielnicy Ciudad Lineal i zlokalizowana jest za stacją Ventas. Została otwarta 14 czerwca 1924. Pozostawała stacją końcową linii do 2011 roku, kiedy otwarto stację La Almudena.